# Ludwig von Pastor
Ludwig von Pastor (ur. 31 stycznia 1854 w Akwizgranie, zm. 30 września 1928 w Innsbrucku) – wieloletni dyrektor austriackiego Instytutu Historii w Rzymie, a następnie w 1921 mianowany ambasadorem Austrii przy Watykanie.
Jako pierwszy korzystał z zasobów Tajnego Archiwum Watykańskiego po jego otwarciu dla badaczy przez papieża Leona XIII.
Rezultatem była monumentalna, szesnastotomowa Historia papieży od końca średniowiecza (Geschichte der Päpste seit dem Ausgang des Mittelalters), rozpoczynająca się od Klemensa V i obejmująca pięćdziesiąt sześć pontyfikatów aż do Piusa VI. 
Za swoją pracę został Komandorem Orderu Świętego Sylwestra, Kawalerem Orderu Piusa IX, Komandorem Orderu Franciszka Józefa oraz włoskiego Orderu Św. Maurycego i Łazarza.